# Pruszków
Pruszków é um município da Polônia, na voivodia da Mazóvia e no condado de Pruszków. Estende-se por uma área de 19,19 km², com 61 237 habitantes, segundo os censos de 2018, com uma densidade de 3 191,0 hab/km².